# Pachyiulus brussensis
Pachyiulus brussensis är en mångfotingart som beskrevs av Karl Wilhelm Verhoeff 1941. Pachyiulus brussensis ingår i släktet Pachyiulus och familjen kejsardubbelfotingar.

## Underarter
Arten delas in i följande underarter:
- P. b. brussensis
- P. b. obscuratus